# Cheung King Lok
Cheung King Lok –em Chinês cantonês, 張敬樂– (Hong Kong, 8 de fevereiro de 1991) é um desportista de Hong Kong que compete em ciclismo nas modalidades de estrada e pista. Ganhou uma medalha de bronze no Campeonato Mundial de Ciclismo em Pista de 2014, na carreira de scratch.

## MedalistTable internacional
| Campeonato Mundial | Campeonato Mundial | Campeonato Mundial | Campeonato Mundial |
| Ano                | Lugar              | Medalha            | Competição         |
| ------------------ | ------------------ | ------------------ | ------------------ |
| 2014               | Cali ( Colômbia)   | Medalha de bronze  | Scratch            |

## Palmarés

### Estrada
| 2010 - 1 etapa do Tour da Coreia 2011 - Campeonato da China Contrarrelógio 2012 - 1 etapa do Tour de Hainan - 2º no Campeonato da China Contrarrelógio 2013 - 2º no Campeonato de Hong Kong Contrarrelógio - 3º no Campeonato de Hong Kong em Estrada 2014 - Campeonato de Hong Kong em Estrada - Campeonato de Hong Kong Contrarrelógio 2015 - Campeonato de Hong Kong Contrarrelógio - 1 etapa do Tour de Ijen | 2016 - Campeonato Asiático Contrarrelógio - Campeonato Asiático em Estrada - Campeonato de Hong Kong Contrarrelógio - Campeonato de Hong Kong em Estrada 2017 - 3º no Campeonato Asiático Contrarrelógio - Campeonato da China Contrarrelógio 2018 - Campeonato Asiático Contrarrelógio 2019 - 3º no Campeonato Asiático Contrarrelógio - Campeonato de Hong Kong em Estrada |

### Pista
| 2010 - 3º no Campeonato Asiático em perseguição por equipas - 2º nos Jogos Asiáticos em Perseguição - 2º nos Jogos Asiáticos em Perseguição por equipas 2011 - 2º no Campeonato Asiático em perseguição por equipas 2012 - Campeonato Asiático em perseguição - 2º no Campeonato Asiático em perseguição por equipas 2013 - 3º no Campeonato Asiático em perseguição por equipas 2014 - 3º no Campeonato Mundial em scratch - Campeonato Asiático em Pontuação - Campeonato Asiático em Madison - 2º no Campeonato Asiático em perseguição por equipas - 3º no Campeonato Asiático em omnium - 3º nos Jogos Asiáticos em omnium | 2015 - Campeonato Asiático em Madison - 2º no Campeonato Asiático em perseguição 2016 - Campeonato Asiático em perseguição - 2º no Campeonato Asiático em Madison - 2º no Campeonato Asiático em Pontuação |